# Przyjezierze (województwo pomorskie)
Przyjezierze (kaszb. Przëjezerzé) – osada w Polsce położona w województwie pomorskim, w powiecie słupskim, w gminie Kępice.
W latach 1975–1998 miejscowość administracyjnie należała do województwa słupskiego.
Inne miejscowości o nazwie Przyjezierze: Przyjezierze